# Мария Тереза Лёвенштейн-Вертгейм-Розенбергская
Мария Тереза Лёвенштейн-Вертгейм-Розенбергская (нем. Maria Theresa von Löwenstein-Wertheim-Rosenberg; при рождении Мария Тереза София Пия Анна Мельхиора (нем. Maria Theresia Sophie Pia Anna Melchiora); 4 января 1870, Рим — 17 января 1935, Вена) — принцесса Лёвенштейн-Вертгейм-Розенбергская, в браке — герцогиня Браганса, вторая супруга герцога Мигеля, титулярная королева Португалии.

## Биография
Принцесса Мария Тереза родилась 4 января 1870 года в Риме. Её родителями были Карл Лёвенштейн-Вертгейм-Розенбергский, 6-й князь Лёвенштейн, и его супруга София Лихтенштейнская, дочь 11-го князя Лихтенштейна Алоиза II и Франциски Кински фон Вхиниц и Теттау. Она стала пятым ребёнком и четвёртой дочерью, всего в семье было восемь детей.

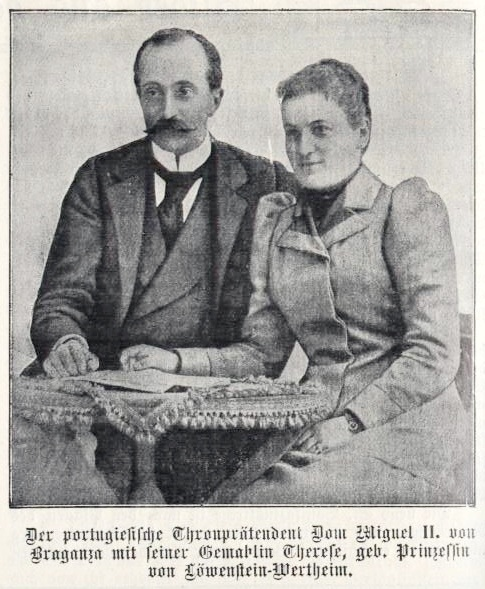
Мария Тереза вместе с супругом в 1908 году.

8 ноября 1893 года принцесса вышла замуж за Мигеля, герцога Брагансского. Он был сыном покойного на тот момент короля Португалии Мигеля I и его супруги Аделаиды Лёвенштейн-Вертгейм-Розенбергский из той же семьи Лёвенштейнов. Свадьба состоялась в Клайнхойбахе, где находится семейный замок Лёвенштейн. Мария Тереза стала второй женой герцога Мигеля. Первая супруга — принцесса Елизавета Турн-и-Таксис, умершая после рождения третьего ребёнка.
В браке родилось восемь детей:
- Изабелла Мария (1894—1970) — супруга Франца Иосифа, 9-го принца Турн-и-Таксиса, имели пятеро детей;
- Мария Бенедикта (1896—1971) — не выходила замуж, детей не имела;
- Мафальда (1898—1918) — умерла незамужней и бездетной;
- Мария Анна (1899—1971) — супруга Карла Августа, 10-го принца Турн-и-Таксиса, имела четверо детей;
- Мария Антония (1903—1973) — супруга Сиднея Эшли Ченлера, имели детей;
- Филиппа Мария (1905—1990) — не выходила замуж, детей не имела;
- Дуарте Нуно (1907—1976) — следующий герцог Браганса, претендент на португальский престол, был женат на принцессе Франциске Орлеан-Браганса, имел трех сыновей;
- Мария Аделаида (1912—2012) — супруга доктора Никалоса ван Удена, имели шестеро детей.

Супруги проживали за пределами Португалии, в Вертхайме в имении Броннбах. В 1920 году произошла ссора супругов со старшим сыном Мигеля от первого брака, который заключил морганатический брак с американской наследницей Анитой Стюарт. После этого, Мигель сделал наследником своего сына Дуарте Нуно от брака с Марией Терезией, которому на тот момент исполнилось 13 лет. Его сын Дуарте Пиу в настоящее время возглавляет португальский королевский дом.

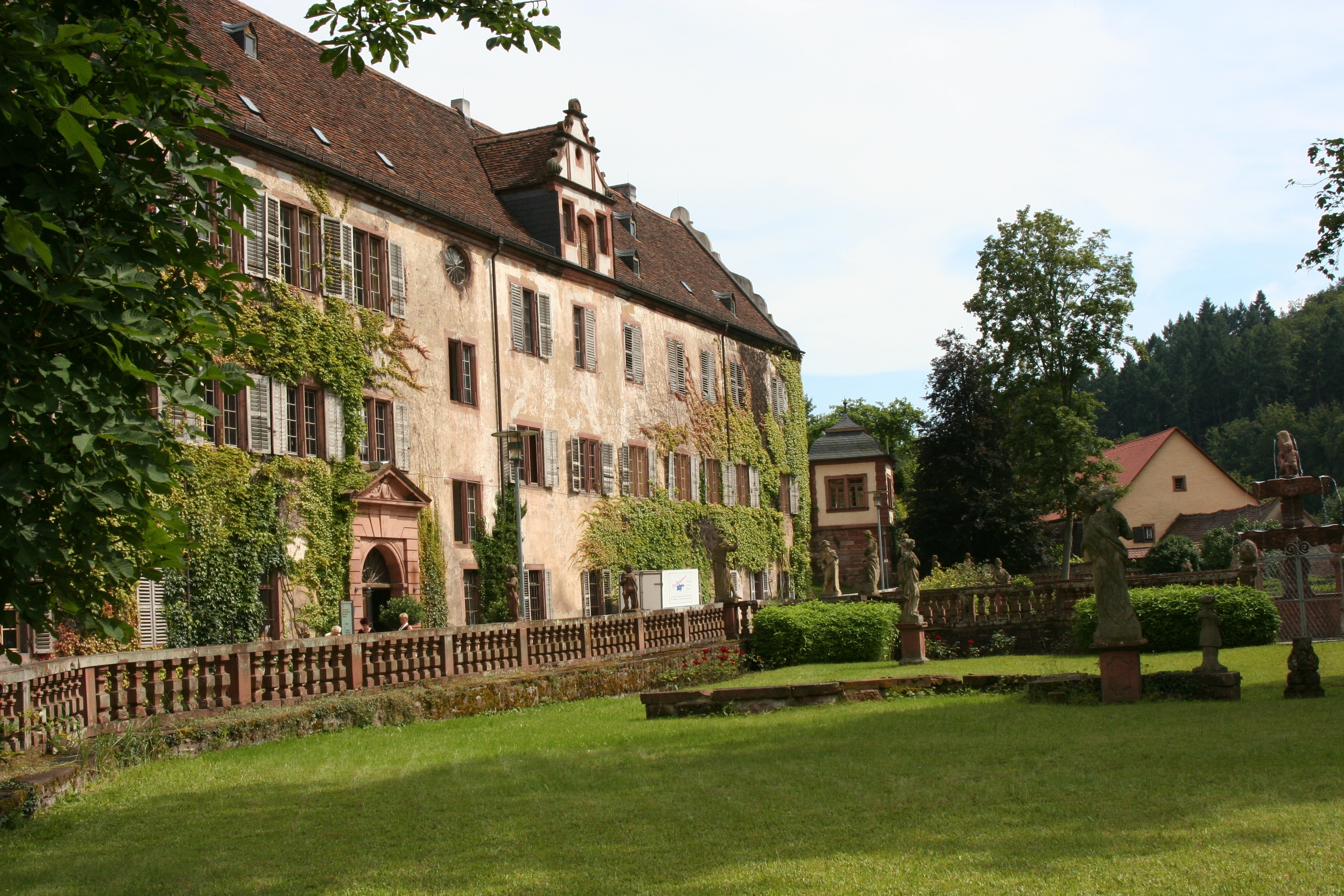
Поместье Броннбах, где проживали супруги.

В 1917 году они переехали в Вену, где в 1927 году Мария Тереза стала вдовой. Сама Мария Тереза умерла спустя 8 лет, в 1935 году в Вене. Она была похоронена в женском монастыре кармелиток в районе Дёблинг в Вене.